# Heteroctenus abudi
Espèce
Synonymes
- Rhopalurus abudi Armas & Marcano Fondeur, 1987
- Rhopalurus virkkii Santiago-Blay, 2009

Heteroctenus abudi est une espèce de scorpions de la famille des Buthidae.

## Distribution
Cette espèce est endémique des Grandes Antilles. Elle se rencontre en République dominicaine dans la province de La Altagracia et à Porto Rico sur l'Isla Mona. 

## Description
Les mâles mesurent de 67,45 à 69,71 mm et les femelles 77,48 à 91,67 mm.

## Systématique et taxinomie
Cette espèce a été décrite sous le protonyme Rhopalurus abudi par Armas et Marcano Fondeur en 1987. Elle est placée dans le genre Heteroctenus par Esposito, Yamaguti, Souza, Pinto da Rocha et Prendini en 2017 qui dans le même temps place Rhopalurus virkkii en synonymie.

## Étymologie
Cette espèce est nommée en l'honneur d'Abraham José Abud Antún.

## Publication originale
- Armas & Marcano Fondeur, 1987 : « Nuevos escorpiones (Arachnida: Scorpiones) de Republica Dominicana. » Poeyana, no 356, p. 101-136.